# Paratanytarsus biwatertius
Paratanytarsus biwatertius är en tvåvingeart som beskrevs av Sasa och Kawai 1987. Paratanytarsus biwatertius ingår i släktet Paratanytarsus och familjen fjädermyggor. Inga underarter finns listade i Catalogue of Life.